# أفلاطون
أفلاطون (باللاتينية: Plato) (باليونانية: Πλάτων) (عاش 427 ق.م - 347 ق.م) هو أرستوكليس بن أرستون، يوناني كلاسيكي، رياضياتي، كاتب لعدد من الحوارات الفلسفية، ويعتبر مؤسس لأكاديمية أثينا التي هي أول معهد للتعليم العالي في العالم الغربي، معلمه سقراط وتلميذه أرسطو. وضع أفلاطون الأسس الأولى للفلسفة الغربية والعلوم. كان تلميذاً لسقراط، وتأثر بأفكاره كما تأثر بإعدامه الظالم.
ظهر نبوغ أفلاطون وأسلوبه ككاتب واضح في محاوراته السقراطية (نحو ستة و ثلاثين محاورة) التي تتناول مواضيع فلسفية مختلفة: نظرية المعرفة، المنطق، اللغة، الرياضيات، حيث أبدع بها واعتمدها بكل فلسفته حيث علّق على جدار منزله عبارة «لا يدخل علي من ليس مهندساً»، إضافة إلى الميتافيزيقا، الأخلاق والسياسة.

## حياته

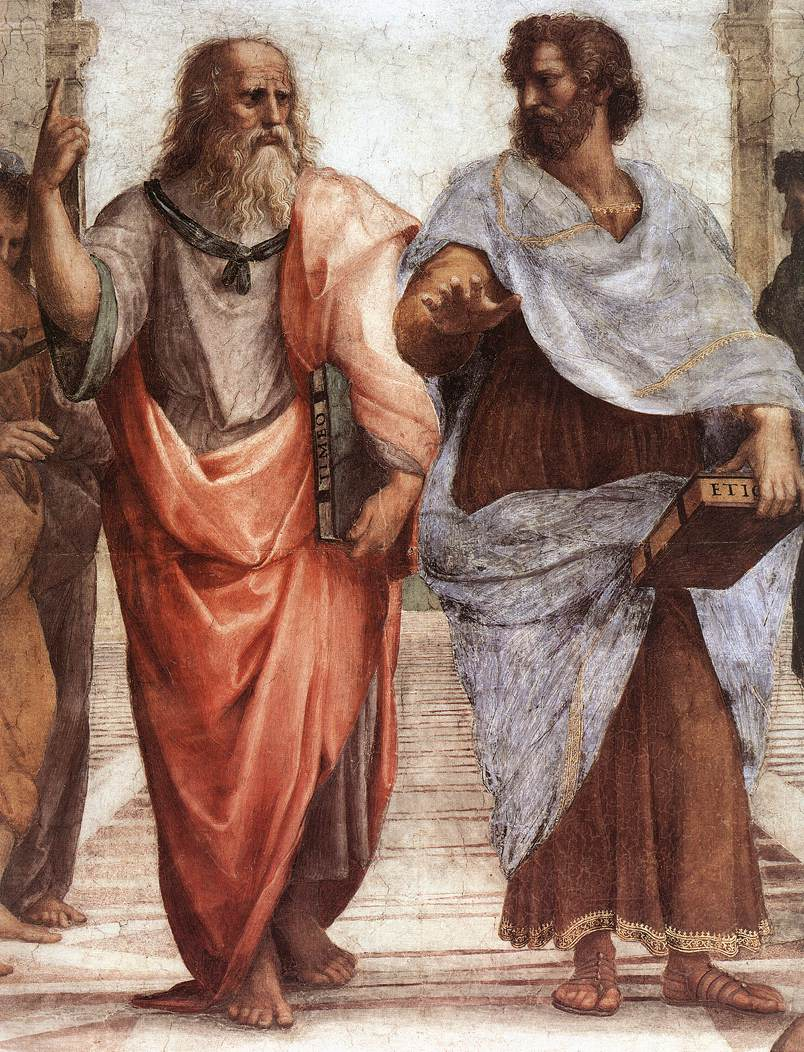
أفلاطون (يسار) وأرسطو (يمين)

ولد وسمي «أرستوكليس بن ارستون» في أثينا أوأجانيطس، لا يعرف تاريخ ولادته بالتحديد، ولكن من المرجح أن يكون قد ولد عام 427 ق.م. عرف بأفلاطون، وتعني عريض المنكبين، ولوساعة جبهته وعظم البسطة والجسم. ينحدر أفلاطون من عائلة أرستقراطية عريقة كان لها دور في المجتمع اليوناني. والده هو ارستون وينتمي لكوديرين ووالدته فريكتونا. وتولى تربيته زوج امه فورلامس من سولون. عاش أفلاطون في أفضل فترات أثينا، حيث كانت الثقافة اليونانية في أوج ازدهارها في عهد بيركليس -عهد العلم السقراطي وفن فدياس-.
أما طبقاً لما ذكره المؤرخ ديوجين ليوشيس (200م) فإن والد أفلاطون يرجع نسبه من أبيه إلى أحد ملوك أثينا يدعى Codrus ومن أمه إلى ملوك ميسينيا. والدة أفلاطون اسمها بينكتوني(Περικτιόνη) وهي من سلالة القانوني والشاعر اليوناني الأرستقراطي سولون. بينكتوني أخت اليوناني كريتياس (Κριτίας) وابنة كارميدوس (Χαρμίδης)، كلاهما شخصيات بارزة من الطغاة الثلاثين أوالأوليغاركيون الذين جاءوا بعد انهيار أثينا عند الانتهاء من الحرب البيلوبونيسية (403-404 ق.م). أريستون وبينكتوني والدا أفلاطون كان لديهم ثلاثة أبناء آخرين غير أفلاطون، الأكبر وهو أدمينتوس والآخر قولاكن والأخيرة بوتون -أم الفيلسوف سيوسيبس الذي تزعم أكاديمية أفلاطون بعد وفاته-. وفقاً لما ذكره أفلاطون في كتاب الجمهورية أن أدمينتوس وقولاكن يكبرونه سناً.

لم يشترك أفلاطون بشكل مباشر في الحياة السياسية ولكنه حاول أن يطبق أفكاره بأي شكل، وكان يدعو إلى تغيير كل النظام السياسي وإلى «جعل الفلاسفة ملوكاً». كان مقتنعاً تماماً بأن السياسة على يد الفيلسوف ستحول العالم تماماً في اتجاه فكرة الخير، ولكن ذلك لم يحدث، فلم يصنع سيمون، بيركليس، تيموستوكليس وميلسياديس من الأثينيين بشراً أحسن، فقد كان دورهم فقط يعتمد على توسيع حدود أثينا، وقد عرفوا بأنفسهم الشر والظلم الكامنين عند الأثينيين، وهذا يعني بأنهم لم ينجحوا في تربيتهم بروح الخير والعدل أو أنهم لم يريدوا ذلك، كتب أفلاطون في «جورجياس»: 
| أفلاطون | أعتقد أنني مع بعض الأثينيين -حتى لا أقول بأني وحدي- نقوم بعمل سياسي حقيقي | أفلاطون |

سافر أفلاطون في أثناء تجواله إلى سيراكيوز وعقد صداقة هناك مع صهر الحاكم ديونسيوس الكبير، والذي كان يدعى -أي الصهر- ديون، ولكن الحاكم خاف من الإثارة السياسية، فطرد أفلاطون، وعندما توفي ديونيسيوس في عام 367 ق.م، أرسل ديون لأفلاطون لكي يأتي ويقوم بتوجيه ديونيسيوس الصغير -الحاكم الجديد-. استمر تأثير أفلاطون على الحاكم لفترة قصيرة، وأغلب الظن أنه قد وجهه للدراسة الهندسية -باعتبارها علماً أساسيا للحاكم المثالي-. وبعد فترة قصيرة اتهم ديون بالتطلع للحكم وأطيح به، وعندها عاد أفلاطون لأثينا. وفي عام 361 ق.م، سافر أفلاطون إلى صقلية للمرة الثالثة في محاولة منه لعقد صلح بين ديونيسيوس وديون، ولكن محاولاته باءت بالفشل، ووجد نفسه في خضم حرب أهلية نجا منها بصعوبة، وهكذا انتهى مشواره السياسي بالفشل وخيبة الأمل.
فيما عدا هذا النشاط السياسي المحدود، قضى أفلاطون الأربعين عاماً الأخيرة من حياته في أثينا منقطعاً للعلم والتدريس. لم يتزوج، عاش في مدرسته محاطاً بتلاميذه، وكان يعيش حياة مرفهة، وقد هاجمه ديوجنيس الكلبي لكثرة التحف الموجودة في منزله. كان يقوم بتطوير أفكاره باستمرار، وقد قام قبل وفاته بوقت قصير بإجراء بعض التعديلات في الجزء الأول من مؤلفه «الجمهورية»، والذي كان قد كتبه قبل بضع سنوات.

### تعليمه
تربى أفلاطون في عائلة مثقفة، اهتمت بتربيته بدنياً وفكرياً، ذكر لوكيوس أبوليوس أن الفيلسوف سيوسيبس أشاد بذكاء وسرعة تفكير أفلاطون، حيث أن أفلاطون تلقى منذ صغره التعليم على يد مدرس خاص وهو الذي أطلق عليه اسم «أفلاطون»، إذ أن اسمه الحقيقي كان أريستوكليس. أحرز العديد من الانتصارات في الدورات الأولمبية، حيث ذكر ديئوتشيس أن أفلاطون تصارع في دورة ألعاب اسثميان. تعلم الشعر والموسيقى والرسم والجمباز والنحو، وأظهر ميلاً شديداَ إلي العلم الرياضي ثم اتجه إلى دراسة الفلسفة على يد أحد أتباع هيرقليطس. وكان فناناً دائماً، مع أن إبداعاته ظهرت في مجال آخر من مجالات المعرفة.
و في سن العشرين تعرف على سقراط وأعجب به، ولازمه لمدة ثماني سنوات، وكان لهذه السنوات تأثير حاسم على حياته، حيث صقلت معارفه، بالذات في علمي المنطق والأخلاق، عدا ذلك كان أفلاطون يتعرف على كل الاتجاهات السائدة في عصره مثل أفكار أرستيب وأنتيستينس وإقليدس. ثم كان لإعدام سقراط وتجرعه السم من أهم الأسباب التي دفعت به إلى ميغاري حيث زار إقليدس ومكث إلى جواره ثلاث سنوات، ثم اتجه إلى مصر وشاهد عظمة آثارها واجتمع بكهنة عين شمس فأعجب بعلومهم وخاصة الفلك ثم اتجه من مصر إلى قورينا فالتقى بعالمها الرياضي المشهور تيودورس، واستمرت رحلات أفلاطون اثني عشر عاماً عاد بعدها إنسانا ناضجا تماما، ثم عاد إلى أثينا عندما نشبت الحرب بين أثينا واسبرطة، واستقر هناك حيث أسس مدرسة في أكاديموس وانقطع للكتابة والتعليم.

### أواخر حياته ووفاته
سافر أفلاطون إلى إيطاليا وصقلية ومصر والقيروان. قال أفلاطون أنه زار إيطاليا وصقلية بعمر أربعين سنة، وشعر بالاشمئزاز من شهوانية الحياة هناك. يقال إن أفلاطون عاد إلى أثينا في سن الأربعين، وأسس إحدى أقدم المدارس المنظمة المعروفة في الحضارة الغربية عرفت باسم أكاديماس على قطعة أرض في أحد أبطال مدينة أثينا في الأساطير الإغريقية. في العصور اليونانية التاريخية، كانت المدرسة مزينة بالدلب المشرقي ومزارع الزيتون.
كانت الأكاديمية الأفلاطونية عبارة عن مساحة كبيرة من الأرض تقدر بنحو 6 ستاديات (أي بين 1 كيلومتر ونصف الميل) خارج حدود أثينا. تذكر إحدى الروايات أن اسم الأكاديمية يعود للبطل التاريخي، أكاديماس؛ تروي قصة أخرى أن الاسم أتى من شخص يفترض أنه المالك السابق لقطعة الأرض، وهو مواطن أثيني يدعى أيضًا أكاديماس؛ في حين أ، رواية أخرى تقول إنه سمي على اسم فرد في جيش كاستور وبولوكس، وهو أركادي يدعى إكيديموس. ظلت الأكاديمية تؤدي عملها إلى أن دمرها لوسيوس كورنيليوس سولا في عام 84 قبل الميلاد. كان هناك العديد من المفكرين الذين درسوا في الأكاديمية، وأبرزهم أرسطو.
خلال فترة أواخر حياته، انخرط أفلاطون مع سياسة مدينة سرقوسة. بحسب ديوجينيس لايرتيوس، زار أفلاطون سرقوسة في البداية عندما كانت تحت حكم ديونيسيوس الأول حاكم سرقوسة. لال هذه الرحلة الأولى صار صهر ديونيسيوس، ديون السرقوسي، أحد تلامذة أفلاطون، لكن الطاغية نفسه انقلب على أفلاطون. كاد أفلاطون ان يواجه الموت، ولكنه بيع للعبودية. لاحقًا، اشترى أنيقارس، وهو فيلسوف قوريني، حرية أفلاطون مقابل عشرين مينا (عملة نقدية) وأرسله إلى البيت. وفقًا لرسالة أفلاطون السابعة، فإنه بعد وفاة ديونيسيوس، طلب ديون من أفلاطون العودة إلى سرقوسة ليتلمذ ديونيسيوس الثاني ويوجهه ليصبح ملكًا فيلسوفًا. بدا أن ديونيسيوس الثاني يقبل تعاليم أفلاطون، لكن الشك راوده حيال عمله ديون. طرد ديونيسيوس ديون وأبقى أفلاطون رغمًا عنه. في النهاية غادر أفلاطون سرقوسة. عاد ديون لاحقًا للإطاحة بديونيسيوس وحكم سرقوسة فترة قصيرة قبل اغتصاب السلطة على يد كاليبوس، أحد تلامذة أفلاطون.
بحسب سينيكا، مات أفلاطون بعمر 81 سنة في اليوم نفسه الذي ولد فيه. تشير موسوعة سودا إلى أنه عاش 82 سنة، في حين يدعي نينثينز أنه توفي بعمر 84 سنة. قدمت مصادر متنوعة روايات عن موته. ثمة قصة مستندة على مخطوطة مشوهة، تقترح أن أفلاطون مات في سريره، فيما كانت فتاة تراقية شابة تعزف له الناي. تذكر رواية أخرى ان أفلاطون مات خلال حضوره وليمة حفل زفاف. استندت الرواية إلى إشارة قدمها ديوجانس اللايرتي ضمن رواية لهيرميبوس، وهو اسكندراني من القرن الثالث الميلادي. حسب ترتليان، مات أفلاطون أثناء نومه.
كان لدى أفلاطون ملكية في إفيستيادا، لكنه ترك هذا المكان بعد ذلك لشاب يدعى أديمانتوس، الذي يفترض أنه قريب أصغر له، إذ كان لدى أفلاطون اخ أو عم كبير بهذا الاسم.

## مؤلَّفاته

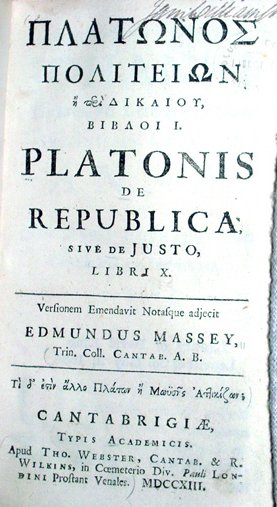
"الجمهورية" لأفلاطون

يغلب على مؤلفات أفلاطون طابع المحاورة وهو أسلوب كان شائعاً في العصر الذي ازداد فيه نشاط السفسطائيين وسقراط.
يعد أفلاطون أول فيلسوف يوناني وصلتنا جميع مؤلفاته، وقد نشرها كلها تراسيلوس، ولكننا لا نستطيع أن نجزم بأن كل ما وصل إلينا من كتب تحمل اسم أفلاطون تصح نسبتها إليه، فقد أثبت النقد التاريخي أن هناك محاورات منقولة نسبت إلى أفلاطون وقد ثبت أنها ليست له، وعلى هذا فإننا نكتفي هنا بالإشارة إلى المؤلفات التي تعرف مؤرخو الفلسفة على صحة نسبتها إليه.أما من حيث تصنيف هذه المؤلفات فقد تمكن العلماء -بعد دراسة أسلوب المحاورات وموسوعاتها من ترتيبها على هيئة تصنيف زمني تطوري حسب أطوار حياة المؤلف- فهناك مؤلفات ترجع إلى عهد الشباب (المحاورات المبكرة)، وأخرى تم تأليفها بعد إنشاء الأكاديمية (محاورات المرحلة المتوسطة)، أما المجموعة الثالثة فهي من إنتاج أفلاطون في عهد الشيخوخة (محاورات المرحلة الأخيرة).
أغلب عناوين مؤلفاته مأخوذة من اسم أحد المحدثين في المحاورة. لم يضع أفلاطون مؤلفاً خاصاً حول نظرية الفكرة -التي تشكل أساساً لمفاهيمه- ولكن كانت مؤلفاته جميعها توضح هذه النظرية.
ظهرت أفكار أسطورية تقول بأن أفلاطون كتب أيضاً مؤلفات غامضة للروحانيين. من المؤكد أن محاضراته في الأكاديمية كانت تختلف عن مؤلفاته (بحسب قول أرسطو).
يعتبر الكثيرون مؤلفات أفلاطون متفردة في نوعها، لأنها عبارة عن حوار، وهذا ناتج من تأثير أسلوب سقراط عليه، وأيضاً الرغبة في تقريب الكتابة من الكلام، والذي كان أفلاطون يعتبره أرقى من الكتابة (يتضح ذلك في مؤلفه «فايدروس»)، ولأن أفلاطون لم يكن مفكراً فقط، بل كان كاتباً ممتازاً أيضاً، ولمحاوراته قيمة فنية، إذ كان يتميز بقدرة كبيرة على جذب القارئ وبتشخيص الناس والمواقف ببراعة. أيضاً من مميزات مؤلفات أفلاطون أن المتحدثين في محاوراته هم العلماء والساسة والمثقفون المعاصرون له، وهو لم يقل كلمة واحدة في محاوراته (ومن هنا توجد صعوبة في تحديد آرائه). تتميز محاورات أفلاطون بحيوية الكلام الدارج، وهي بعيدة عن أسلوب كتابة الكتب العلمية الجافة، ومن الصعب فيها التمييز بين المقولات الجادة والسخرية والمزاح.
ترجمت معظم محاورات أفلاطون إلى العربية. فعن الإنجليزية نقل فؤاد زكريا محاورة الجمهورية (أو السياسة). وعن اليونانية القديمة، نقل عزت قرني، مع مقدمات وهوامش وملاحظات تحليلية، عدة محاورات هي: فيدون، مينون، بروتاغوراس، أقريطون، أوطيفرون، الدفاع، السفسطائي، وثيثيوس..
لا تشكل محاورات أفلاطون -بالرغم من الاعتقاد السائد- حلقات متسلسلة، إذ أن كلاً منها تشكل عملاً متكاملاً -ما عدا استثناءات قليلة-. هناك قضايا ناقشها أفلاطون في عدة محاورات وكان كل مرة يأتي بحل جديد لها، ولهذا كان من المهم تحديد تسلسلها، ولهذا استطاع مؤرخو القرن التاسع عشر عمل تسلسل لها في شكل 3 مجموعات:
- محاورات المرحلة المبكرة (السقراطية).
- محاورات المرحلة الوسطى (الإنشائية).
- محاورات المرحلة المتأخرة (الديالكتيكية).

أهم أعماله هي:
- الدفاع عن سقراط.
- لاخيس (حوار حول الشجاعة).
- خارمنيدس (حوار حول المثابرة).
- أيتيفرون (حول التدين).
- بروتاجوراس (حول الفضيلة).
- جورجياس (في نقد الأنانية).
- كراتيل (حول اللغة، والهيراقليطية والاسمية).
- مينون (حول إمكانية تعلم الفضيلة).
- فايدروس (توضيح العلاقة بين الروح والفكرة).
- تياتيت (حول المعرفة).
- بارمنيدس (توشيح المنهج الجدلي).
- السفسطائي (حول الوجود).
- فيليب (حول الخير، والعلاقة بين اللذة والحكمة).
- تيمايوس (فلسفة الطبيعة).
- القانون (يعرض فيه إضافات لنظريته حول الدولة المثالية).
- فيدون (حول خلود الروح): يدور هذا الحوار في الحجرة التي كان سقراط ينتظر الموت فيها. لأن الحضور، وانطلاقًا مما كان يدَّعيه بأن الفيلسوف الحقيقي لا يخشى الموت، يدعو المعلِّم لكي يبرهن على خلود النفس. وهنا، يجري بسط أربع حجج أساسية:

الحجة الأولى، التي تستند إلى وجود المفارقات، تقول إنه، انطلاقًا من الصيرورة المستمرة للأشياء، ليس في وسعنا فهم شيء ما (النوم مثلاً) دون الاستناد إلى نقيضه (اليقظة ليس حصرًا). ولأن الموت يبيِّن الانتقال من الحياة الدنيا إلى الآخرة، فإنه من المنطقي الاعتقاد بأن «الولادة من جديد» تعني الانتقال منه إلى الحياة. وبالتالي، إذا كانت النفس تولد من جديد، فإن هذا يعني أن التقمص حقيقة بالضرورة.
أما الحجة الثانية، فهي تستند إلى تلك الأفكار التي ندعوها بالذكريات؛ لأن ما نواجهه في العالم الحسي إنما هو أشياء جميلة، لكنها ليست هي الجمال. لذلك ترانا نحاول تلمس هذا الأخير من خلال تلك الأشياء، التي باستحضارها تعيدنا حتمًا إلى لحظات من الحياة فوق الأرضية كانت روحنا فيها على تماس مباشر مع الطهارة.
وتقول الحجة الثالثة إنه يمكن شَمْلُ كلِّ ما في الوجود ضمن مقولتين اثنتين: المقولة الأولى تضم كلَّ ما هو مركَّب (وبالتالي ممكن التفكك) أي المادة؛ والمقولة الأخرى التي تشمل ما هو بسيط (أي لا يمكن تفكيكه)، كجزء مما هو مدرَك، أي الروح.
وعندما يلاحظ كيبيوس بأن سقراط، الذي برهن على إمكانية انتقال الروح من جسم إلى آخر، لم يبرهن على خلود هذه الأخيرة في حدِّ ذاتها، يجيبه سقراط من خلال عرض مسهب، يتطرق فيه إلى نظرية المُثُل، حيث يبيِّن في نهايته أن الروح لا تتوافق مع الموت لأنها من تلك العناصر التي ليس بوسعها تغيير طبيعتها.
وينتهي الحوار بعرض طويل لمفهومي العالم العلوي والمصير الذي يمكن أن تواجهه النفس: حيث ترتفع النفوس الأكمل نحو عالم علوي، بينما ترسب النفوس المذنبة في الأعماق السفلى. وتكون كلمات سقراط الأخيرة هي التي مفادها بأنه مدين في علمه لأسكليبيوس (إله الطب والشفاء) من أجل تذكيرنا رمزيًا بأنه يجب علينا شكر الإله الذي حرَّره من مرض الموت.
- المأدبة (حول الحب): يبيِّن هذا الحوار، الذي جرى تأليفه في العام 384 ق م، كيف أن ولوج الحقيقة يمكن أن يتم بطرق أخرى غير العقل، وليس فقط عن طريقه: لأن هناك أيضًا وظيفة للـقلب، تسمح بالانتقال من مفهوم الجمال الحسِّي إلى مفهوم الجمال الكامل للمثال الجلي.

والقصة هي قصة الشاعر أغاثون الذي أقام في منزله مأدبة للاحتفال بنجاح أول عمل مسرحي له. وفي هذه المأدبة طُلِبَ من كلِّ المدعوين، ومن بينهم سقراط، أن يلقوا كلمة تمجِّد إله الحب – وخاصة أريستوفان الذي طوَّر أسطورة الخنثى البدئية. ويقوم سقراط من تقريظ الجمال، بمحاولة لتحديد طبيعة الحب، متجنبًا الوقوع في شرك الجدال، أخيرًا إلى حبِّ العلم. لأنه وبسبب كونه رغبةً في الخلود وتطلعًا إلى الجمال في ذاته، يقودنا الحبُّ الأرضي إلى الحبِّ السماوي. وهذا هو معنى ndel– الذي هو أحد أجمل الحوارات– لم تتدنَّ خلال تاريخ الفلسفة كلِّه: حيث نجد صداه، مثلاً، في العقيدة المسيحية للقديس أوغسطين، الذي كان يعتقد بأن «كلَّ فعل محبة هو، في النهاية، حب للإله».
- الجمهورية: يشكل هذا الحوار، المجموع في عشر كتيبات تمت خلال عدة سنوات (ما بين أعوام 389 و369 ق م)، العمل الرئيسي لأفلاطون المتعلِّق بالفلسفة السياسية.

يبدأ سقراط بمحاولة تعريف العدالة استنادًا إلى ما قاله عنها سيمونيدِس، أي «قول الحقيقة وإعطاء كلِّ شخص حقه». هذا التعريف مشكوك في ملاءمته، لأنه يجعلنا نلحق الضرر بأعدائنا، مما يعني جعلهم بالتالي أسوأ وأظلم. كذلك أيضًا يستبعد تعريف السفسطائي ثراسيماخوس الذي قال بأن «العدل» هو ما ينفع الأقوى.
ونصل مع أفلاطون إلى التمعُّن في مفهوم الدولة العادلة – تلك التي تعني «الإنسان مكبَّرًا» – القائمة على مشاعية الأملاك والنساء، اللواتي لا يكون التزاوج معهن انطلاقًا من الرغبات الشخصية، إنما استنادًا لاعتبارات النسل – تلك المشاعية الخاضعة لمفهوم التقشف الصحي، أي المعادي للبذخ؛ تلك الدولة القائمة على التناغم والمستندة إلى فصل صارم بين طبقاتها الأساسية الثلاث التي هي: طبقة الفلاسفة أو القادة، وطبقة الجنود، وطبقة الصنَّاع – والتي هي على صورة التوازن القائم بين المكونات الثلاث للنفس الفردية. ونلاحظ هنا، من خلال العرض، أن الطبقة الدنيا (أو طبقة الصنَّاع) لا تخضع لمتطلَّبات الملكية الجماعية لأنها لن تفهمها انطلاقًا من مستوى إدراكها.
ويفترض سقراط أنه على رأس هذه الدولة يجب وضع أفضل البشر. من هنا تأتي ضرورة تأهيلهم الطويل للوصول إلى الفهم الفلسفي للخير الذي يعكس نور الحقيقة وينير النفس، كما تنير الشمس أشياء عالمنا (استعارة الكهف).
ذلك لأن الظلم يشوِّه، بشكل أو بآخر، كافة الأشكال الأخرى من الدول، التي يعدِّدها أفلاطون كما يلي: الدولة التيموقراطية (التي يسود فيها الظلم والعنف)، الدولة الأوليغارخية (حيث الطمع الدائم واشتهاء الثروات المادية)، الدولة الديموقراطية (حيث تنفلت الغرائز وتسود ديكتاتورية العوام)، وأخيرًا، دولة الاستبداد، حيث يكون الطاغية بنفسه عبدًا لغرائزه، وبالتالي غير عادل.
وأخيرًا فإن هذا المفهوم نسبي حيث أن العدالة لن تتحقق بالكامل، كما تصف ذلك أسطورة إرْ، إلا في حياة مستقبلية أخرى: حيث النفوس، وقد حازت على ما تستحقه من ثواب أو عقاب، تعود لتتجسد من جديد، ناسية ذكرى حياتها الماضية.

## فلسفته
لقد أسس أفلاطون الفلسفة المثالية وعرف الفلسفة بأنها السعي الدائم لتحصيل المعرفة الكلية الشاملة التي تستخدم العقل وسيلة لها وتجعل الوصول إلى الحقيقة أسمى غاياتها
أوجد أفلاطون ماعُرِفَ من بعدُ بطريقة الحوار، التي كانت عبارة عن دراما فلسفية حقيقية، عبَّر من خلالها عن أفكاره عن طريق شخصية سقراط، الذي تمثَّله إلى حدِّ بات من الصعب جدًا التمييز بين عقيدة التلميذ وعقيدة أستاذه الذي لم يترك لنا أيَّ شيء مكتوب، بخلاف أفلاطون الذي ينسب إليه نحو أربعين كتابا، بينها سبع وعشرون محاورة موثوقة، في حين يعد الباقي إما مشكوكاً في نسبته إليه وإما منحولاً عليه بالكامل. وتتألق في الحوارات الأولى، المسماة «السقراطية»، صورة سقراط التي تتخذ طابعًا مثاليًاً؛ كما تتضح من خلالها نظريته في الصور المعقولة أو المثل التي هي أساس فلسفته. 

استعارة الكهف حسب مفهوم أفلاطون للوجود

تميِّز الميتافيزيقيا الأفلاطونية بين عالمين: العالم الأول، أو العالم المحسوس، هو عالم التعددية، عالم الصيرورة والفساد. ويقع هذا العالم بين الوجود واللاوجود، ويُعتبَر منبعًا للأوهام (معنى استعارة الكهف) لأن حقيقته مستفادة من غيره، من حيث كونه لا يجد مبدأ وجوده إلا في العالم الحقيقي للـمُثُل المعقولة، التي هي نماذج مثالية تتمثل فيها الأشياء المحسوسة بصورة مشوَّهة. ذلك لأن الأشياء لا توجد إلاَّ عبر المحاكاة والمشاركة، ولأن كينونتها هي نتيجة ومحصلِّة لعملية يؤديها الفيض، كـصانع إلهي، أعطى شكلاً للمادة التي هي، في حدِّ ذاتها، أزلية وغير مخلوقة (تيميوس).
هذا ويتألف عالم المحسوسات من أفكار ميتافيزيائية (كالدائرة، والمثلث) ومن أفكار «غير افتراضية» (كالحذر، والعدالة، والجمال، إلخ...)، تلك التي تشكِّل فيما بينها نظامًا متناغمًا، لأنه معماري البنيان ومتسلسل بسبب وعن طريق مبدأ المثال السامي الموحَّد الذي هو «منبع الكائن وجوهر المُثُل الأخرى»، أي مثال الخير.
لكن كيف يمكننا الاستغراق في عالم المُثُل والتوصل إلى المعرفة؟ في كتابه فيدروس، يشرح أفلاطون عملية سقوط النفس البشرية التي هَوَتْ إلى عالم المحسوسات –بعد أن عاشت في العالم العلوي- من خلال اتحادها مع الجسم. لكن هذه النفس، وعن طريق تلمُّسها لذلك المحسوس، تصبح قادرة على دخول أعماق ذاتها لتكتشف، كالذاكرة المنسية، الماهية الجلية التي سبق أن تأمَّلتها في حياتها الماضية: وهذه هي نظرية التذكر، التي يعبِّر عنها بشكل رئيسي في كتابه مينون، من خلال استجواب العبد الشاب وملاحظات سقراط الذي «توصل» لأن يجد في نفس ذلك العبد مبدأً هندسيًا لم يتعلَّمه هذا الأخير في حياته.
إن فنَّ الحوار والجدل، أو لنقل الديالكتيكا، هو ما يسمح للنفس بأن تترفَّع عن عالم الأشياء المتعددة والمتحولة إلى العالم العياني للأفكار. لأنه عن طريق هذه الديالكتيكا المتصاعدة نحو الأصول، يتعرَّف الفكر إلى العلم انطلاقًا من الرأي الذي هو المعرفة العامية المتشكِّلة من الخيالات والاعتقادات وخلط الصحيح بالخطأ. هنا تصبح الرياضيات، ذلك العلم الفيثاغوري المتعلق بالأعداد والأشكال، مجرد دراسة تمهيدية. لأنه عندما نتعلَّم هذه الرياضيات «من أجل المعرفة، وليس من أجل العمليات التجارية» يصبح بوسعنا عن طريقها «تفتيح النفس [...] للتأمل وللحقيقة». لأن الدرجة العليا من المعرفة، التي تأتي نتيجة التصعيد الديالكتيكي، هي تلك المعرفة الكشفية التي نتعرَّف عن طريقها إلى الأشياء الجلية.
لذلك فإنه يجب على الإنسان - الذي ينتمي إلى عالمين – أن يتحرر من الجسم (المادة) ليعيش وفق متطلبات الروح ذات الطبيعة الخالدة، كما توحي بذلك نظرية التذكر وتحاول البرهنة عليه حجج فيدون. من أجل" فإن الفضيلة، التي تقود إلى السعادة الحقيقية، تتحقق، بشكل أساسي، عن هي التناغم النفسي الناجم عن خضوع الحساسية للقلب الخاضع لحكمة العقل. وبالتالي، فإن هدف الدولة يصبح، على الصعيد العام، حكم المدينة المبنية بحيث يتَّجه جميع مواطنيها نحو الفضيلة.
هذا وقد ألهمت مشاعية أفلاطون العديد من النظريات الاجتماعية والفلسفية، بدءًا من يوطوبيات توماس مور وكامبانيلا، وصولاً إلى تلك النظريات الاشتراكية الحديثة الخاضعة لتأثيره، إلى هذا الحدِّ أو ذاك. وبشكل عام فإن فكر أفلاطون قد أثَّر في العمق على مجمل الفكر الغربي، سواء في مجال علم اللاهوت (المسلم أو اليهودي أو المسيحي) أو في مجال الفلسفة العلمانية التي يشكِّل هذا الفكر نموذجها الأول.

### خصائص فكره
- إلى جانب النزعة المنطقية الرياضية متأثر بفثاغورس التي تميز بها أفلاطون الفكري نجد اتجاهاً إلى التصوف وإلى ممارسة الحياة الروحية متأثر بسقراط في أعلى مراتبها فمن الناحية الأولى نجد أن افلاطون قد استخدم المنطق بكل دقة في ميدان المعرفة وذلك في أسلوبه الجدلي المنهجي الذي استخدمه للبرهنة على وجود عالم المثل وكذلك استعار الاستدلال الرياضي من الفيثاغوريين وطبق منهجهم الفرضي وتمسك بضرورة دراسة الفيلسوف للرياضيات وبهذا فقد كتب على باب الأكاديمية لايدخل هذا إلا من كان رياضياً وهذا أكبر دليل على أهمية الرياضيات في مذهبه.[29]
- ومن الناحية الثانية نجد أنه قد أضاف إلى هذا المذهب المنطقي الرياضي اتجاهاً صوفياً عميقاً تلقاه من النحلة الأورفيه وتعاليم الفيثاغوريين، وقد كان لهذه النزعة الروحية العميقة عند أفلاطون أثرها الكبير على المتصوفة فيما بعد سواء المسيحيين أو المسلمين. ويبدو أن تعاليم الأورفيه والفيثاغورية لم تكن الصدر الوحيد لهذه النزعة عند أفلاطون بل يرجع إلى طفولة أفلاطون التي امتازت بالتدين والإيمان وبالأسرار العميقة التي ترمز إلى وحي الآلهة ولهذا فإنه اتجه إلى البحث عن المثل العليا أي عن عالم أسمى فيما وراء عالم الحس عالم تنطلق إليه النفس في صفائها وتطهرها فكان أن كشفت له التجربة الروحية عن آفاق عالم المثل.
- وقد أحس أفلاطون بصعوبة التفسير اللفظي عن هذا الوجود المتعالي الذي يجاوز نطاق التجربة الحسية ولهذا فقد لجأ إلى الأسطورة وإلى الصور الخيالية لكي يفسر بها حقيقة هذا العالم العقلي وأبعاده المثالية وكان يشعر في أعماق نفسه بأن العبارات الشاعرية الوصفية التي كان يسوقها لإيضاح حقيقة عالم المثل لن تحقق هذا الغرض على الوجه الأكمل. فقد كان أفلاطون إذاً شاعراً بصعوبة التعبير عن مضمون مذهبه لخصوبة الفكرة التي انتهت إليها تجربته الروحية، ولأن اللغة-وقد وضعت للإشارة إلى الموجودات الحسية- لايمكن أن تصبح للتعبير عن عالم مثالى مغاير لعالمنا الحسي في وجوده وطبيعته.
- وتم أمر هام كان له تأثيره الواضح على تجربة الأفلاطونية، فعلى الرغم مما كان يبدو من شدة تعطش أفلاطون للمعرفة والمثل العليا مما دفع به فب طريق التأمل والعزلة والتقشف وسيطرة النفس على البدن إلا أنه قد نشأ في بيئة أرستقراطية غرست في نفسه ميلاً إلى ممارسة السياسة والمساهمة في شؤون الحكم، لهذا فقد ظهر لديه اتجاه واضح إلى إيجاد نوع من التوازن والانسجام بين النفس والجسد مما ييسر له سبل الاتصال بالحياة العامة ويحول بينه وبين الإغراق في حياة التأمل الخالص، ومع هذا فإن الفكر الأفلاطوني لم يستطع التخلص من هذا الاتجاه المزدوج إلى النظر وإلى العمل، أو بمعنى آخر الاتجاه إلى التأمل الفلسفي والعمل السياسي معاً، فإذا كانت غاية التأمل الفلسفي عنده هي خلاص النفس وتطهيرها عن طريق ممارسة الحكمة فإن غاية العمل السياسي في نظره إنما تكون في خلق الظروف الصالحة لتربية المواطن اليوناني وذلك عن طريق إصلاحه نظم المدنية اليونانية حتى تكفل لها سلامة في الداخل والخارج.

### السياسة
تناقش حوارات أفلاطون السياسة. توجد تعاليم أفلاطون الأكثر شهرة أعماله: الجمهورية، والقوانين، ورجل الدولة. نظرًا لكون أفلاطون لم يقل آراءه تلك على لسانه ولكونها تختلف بين الحوارات، لا يمكن الجزم بكونها تشكل وجهات نظره الخاصة.
يؤكد سقراط على أن المجتمعات لديها بنية طبقية ثلاثية تتوافق مع بنية شهية / روح / البصيرة الروح الفردية. تمثل تلك البنى الثلاث طبقات المجتمع.
منتج (عامل) - العمال والنجارون والسباكون والبناؤون والتجار والمزارعون ومزارعو الماشية، إلخ.. يتوافق أولئك مع بنية «الشهية» من الروح.
الحامي (المحاربون أو الحراس) - أي المغامرون والأقوياء والشجعان؛ في القوات المسلحة. وهم يتوافقون مع البنية الروحية للروح.
الحاكم (الحكام أو الفلاسفة الملوك) - أولئك الأذكياء، والعقلاء، الذين يتحكمون في ذاتهم، ويحبون الحكمة، ويكونون مناسبين لاتخاذ القرارات لمصلحة المجتمع. يتوافق أولئك مع بنية «المنطق» من الروح وهم قليلون جدًا.

طبقا لهذا النموذج، فإن مبادئ الديمقراطية الأثينية (التي كانت قائمة في أيام سقراط) مرفوضة نظرًا لقلة المناسبين للحكم. إذ بدلًا من البلاغة والإقناع، يرى سقراط أنه على البصيرة والحكمة أن يحكما. وعلى حد تعبير سقراط:
«حتى يصبح الفلاسفة حكامًا، أو حتى يمارس الحكام والقادة الفلسفة بصدق وكما ينبغي، وأيضًا حتى يصير التلاقي بين السلطة السياسية والفلسفة، طالما أن الأطباع السائدة اليوم توالي إحداهما تحديدًا عن الآخر وتمنع المقابل من الظهور، لن تهنأ المدن من الشرور، ولا أرى أن البشر سيهنؤون كذلك».
يصف سقراط هؤلاء «الملوك الفلاسفة» بأنهم «أولئك الذين يحبون رؤية الحقيقة» ويدعم الفكرة بتشبيههم إلى قبطان وسفينته أو طبيب ومداواته. إذ يرى أن الإبحار والصحة ليسا من الأمور التي يمكن للجميع ممارستها بالطبيعة. يتناول جزء كبير من حوار الجمهورية لأفلاطون كيف ينبغي إعداد النظام التعليمي لإخراج هؤلاء الملوك الفلاسفة.
بالإضافة إلى ذلك، تستخدم المدينة الفاضلة كصورة تضيء حالة النفس، أو مشيئة المرء، وبصيرته ورغباته مجتمعة في الجسم البشري. يحاول سقراط رسم صورة لإنسان منظم تنظيمًا صحيحًا، ثم يمضي بعد ذلك في وصف الأنواع المختلفة من البشر التي يمكن ملاحظتها، من الطغاة إلى محبي المال في مختلف أنواع المدن. لا يروج للمدينة الفاضلة، لكنها تستخدم فقط كفكرة تسلط الضوء على مختلف أنواع البشر الافراد وحالة أنفسهم. استعمل كثيرون بعد أفلاطون صورة الملك الفيلسوف لتبرير معتقداتهم السياسية الشخصية. يرى سقراط أن للنفس الفلسفية البصيرة والإرادة والرغبات متحدة سوية في انسجام متين. لدى الفيلسوف ميل للحكمة والشجاعة في التصرف وفق الحكمة. الحكمة هي معرفة الصلاح أو العلاقة الصحيحة بين كل ما هو موجود.
حين يتعلق الأمر بالدول والحكام، يسأل سقراط أيهما أفضل: ديمقراطية سيئة أو دولة يحكمها طاغية. يزعم أن الحكم من قبل طاغية شرير أفضل من الحكم بواسطة ديمقراطية (لأنه في الحالة الثانية يكون كل الشعب مسؤولًا عن الأفعال السيئة، بدلًا من قيام فرد واحد بارتكابها). يتوضح ذلك في حوار الجمهورية كما يصف سقراط حدث التمرد على متن سفينة. يرى سقراط أنه على طاقم السفينة أن يتوافق مع الحكم الديمقراطي الذي تبناه البقية والقبطان، رغم ما يعتري السفينة من اضطرابات يقودها الطاغية. يشابه وصف سقراط لهذا الحدث وصفه الديمقراطية داخل الدولة والمشاكل الكامنة التي تنشأ فيها.
تتألف الدولة حسب سقراط من أنواع مختلفة من الأنفس تنحدر في الإجمال من الأرستقراطية (حكم الأفضلية) إلى التيموقراطية (كم الشرفاء)، ثم إلى الأوليغارشية (حكم القلة)، ثم إلى الديمقراطية (حكم الشعب)، وأخيرًا إلى الطغيان (حكم فرد واحد طاغية). إن حكم الأرستقراطية في مفهوم الحكومة (السياسة) يحظى بتأييد جمهورية أفلاطون. يحكم هذا النظام ملك فيلسوف، وهو بالتالي يقوم على الحكمة والعقل.

## آراء أفلاطون الشفوية
وبالإضافة إلى هذا الإنتاج المدون الضخم، نجد أرسطو يشير في الميتافزيقا إلى مذهب الأفلاطونيين في الأعداد والمثل وهذا موقف لا نجد في محاورات تفصيلات عنه، ولهذا فقد رجح المؤرخون أن ما نسبه أرسطو لأفلاطون من آراء تؤلف في مجموعها الجزء الشفوي على الكلمة المكتوبة والعبارة المركزة ومما يؤيد هذا الرأي أن أرسطو نفسه كان تلميذاً لأفلاطون وكان يواظب على حضور مناقشاته الأكاديمية، فهو إذاً على علم بالتعاليم الشفوية للمدرسة وكل هذه الآراء كان لها تأثير كبير على تطور الفكر الأفلاطوني وظهوره على صورة مذهب الأفلاطونية المحدثة في مدرسة الإسكندرية وعند الإسلاميين والمسيحيين فيما بعد.

### نظرية المعرفة عند أفلاطون
يعنى أفلاطون بموضوع المعرفة في محاورات عديدة فيبين أنواعها المختلفة ويرتبها درجات حسب قيمتها في الكشف عن الحقيقة ويهتم اهتماماً بالغاً بتعريف العلم الفلسفي اليقيني وبالتمييز بينه وبين أنواع المعرفة الأخرى الشائعة عند معاصريه.
ونقطة البداية في نظرية المعرفة الأفلاطونية تتلخص في إثارة الشك في العالم الحسي، وذلك حتى يعلم السائر في طريق التفلسف أن العالم الذي يعيش فيه هو عالم زيف وخداع.
ويقيم أفلاطون تصنيف لأنواع المعرفة في العلوم المختلفة على أساس تفرقته الميتافزيقية بين العالم لمرئي والعالم المعقول فيسمى المعرفة التي تتناول العالم الحسي بالظن. أما المعرفة التي تتناول اللامرئي والمعقول بالعلم أو بالتعقل. ولكي يوضح هذين النوعيين من المعرفة يقول لنتصور مستقيماً (أب)نقسمه أربعة أقسام بواسطة الرموز (جـ، د، هـ)
- فالقسم الأول: يرمز للأشباح والظلال المنعكسة عن العالم المحسوس والمعرفة التي تتناولها يسميها وهم.
- القسم الثاني: والقسم الذي يليه في المرتبة يشير لموجودات العالم الحسي المرئي ومعرفتها ظن.
- القسم الثالث: ويشير إلى التصورات الرياضية ومعرفتها فكر استدلالي.
- القسم الرابع: ويشير إلى المعقولات التي هي أقرب إلى الميادئ والتي هي موجودة بغير حاجة للمحسوس فهي عالم المثل ومعرفتها تعقل.

وعلى الرغم من هذه القسمة الرباعية إلا أن أهم مستويات المعرفة التي يعنى أفلاطون بدراستها ونقدها وهي الخبرة الحسية والاستدلال العقلي ثم المعرفة الحدسية التي هي رؤية مباشرة لعالم المثأل.

## وفاته
توفي أفلاطون عام 347 ق.م في نفس يوم ميلاده -في نفس اليوم الذي ظهر فيه أبولو في الأرض (بحسب معتقدات الإغريق)- وهكذا ربط الأسطوريون بين أفلاطون وإله الشمس، وسادت أفكار بأنه ابن أبولو. وقد أقيم له ضريح بعد موته، وأصبح تلاميذه يحتفلون سنوياً بعيد ميلاده ووفاته، حيث كانوا يعتبرون ذلك اليوم مقدساً، لأن الآلهة أنجبت فيه أفلاطون هدية منها للبشرية بحسب رأيهم.

## وصلات خارجية
- أفلاطون على موقع IMDb (الإنجليزية)
- أفلاطون على موقع الموسوعة البريطانية (الإنجليزية)
- أفلاطون على موقع ميوزك برينز (الإنجليزية)
- أفلاطون على موقع إن إن دي بي (الإنجليزية)
- أفلاطون على موقع ديسكوغز (الإنجليزية)
- أفلاطون على موقع قاعدة بيانات الفيلم (الإنجليزية)
- مؤلفات أفلاطون في مشروع غوتنبرغ
- أعمال أو نبذة عن أفلاطون على أرشيف الإنترنت
- أعمال أفلاطون في ليبري فوكس